# 莊河源
莊河源（1969年7月3日—）是台灣的漫畫家。復興商工畢業。
代表作為《酷哥猛哥》。

## 簡歷
- 以〈無怨的青春〉刊載於東立出版社《龍少年》月刊而正式出道。
- 曾於《龍少年》連載〈小姐陛下〉、〈愛情謎宮〉，以及與王富胤共同創作長篇漫畫〈酷哥猛哥〉等漫畫作品。近年來轉型創作童書插畫家。曾以《康康的日記》獲得行政院新聞局小太陽獎漫畫類[1]，以及以《動物節快樂》獲得國語日報第4屆牧笛獎第2名[2]。

## 作品一覽

### 長篇漫畫
- 《青春日誌》（全1集）東立出版社，1993年3月30日，ISBN 9573404540
- 《小姐陛下》（全1集）東立出版社，1994年2月28日，ISBN 9573413949
- 《愛情謎宮》（全1集）東立出版社，1995年3月31日，ISBN 9573428326
- 《酷哥猛哥》（全5集）東立出版社
- 《康康的日記》（全1集）時報文化，1998年10月13日，ISBN 9571327050

### 插畫
- 《尋找那一棵樹》
- 《臭臭的小臭屁》
- 《第一次當哥哥》
- 《第一次過停電夜》
- 《第一次自己睡覺》
- 《動物嘉年華》
- 《小天使學壞記》
- 《伊甸園裡的醫生：人道主義的模範生許懷哲》，三民書局
- 《時空列車長：解釋宇宙的天才愛因斯坦》，三民書局
- 《靈靈精精精靈靈》，小兵出版社
- 《老鼠吉力古》，小兵出版社
- 《君臨華夏的大帝：忽必烈》，三民書局

## 註解
1. ↑  小太陽獎得獎紀錄[永久]
2. ↑  .   [2009-01-06]. （原始内容存档于2008-11-21）.

## 外部連結
- 莊河源簡介 （页面存档备份，存于）